# Raja Bell
Raja Dia Bell (Saint Croix, 19 september 1976) is een Amerikaans voormalig profbasketballer die speelde als shooting guard. Hij speelde van 1999 tot en met 2013 voor achtereenvolgens Yakima Sun Kings, Philadelphia 76ers, Dallas Mavericks, Utah Jazz en Phoenix Suns, Charlotte Bobcats, Golden State Warriors en opnieuw Utah Jazz.

## Carrière
Bell is geboren op de Amerikaanse Maagdeneilanden en groeide op in Miami. Hij begon zijn carrière aan de Universiteit van Boston, maar ging na twee seizoenen spelen over naar Florida International University in Miami. In 1999 werd hij niet gekozen in de NBA draft waarna hij dan een contract tekende bij de Yakima Sun Kings uit de CBA. In augustus 2000 tekende hij als vrije speler bij de San Antonio Spurs maar daar kwam hij niet aan spelen toe. In april 2001 tekende hij een contract bij de Philadelphia 76ers. Hij speelde de laatste vijf wedstrijden van het reguliere seizoen en vijftien wedstrijden in de play-offs waaronder 5 wedstrijden in de verloren NBA-finale van 2001 tegen de Los Angeles Lakers van Shaquille O'Neal en Kobe Bryant. Het volgende seizoen speelde hij 74 wedstrijden voor de 76ers, voornamelijk vanop de bank.
Hij tekende in oktober 2002 een contract bij de Dallas Mavericks waar hij één seizoen speelde en voor het eerst meer als basisspeler werd uitgespeeld. Met de Mavericks bereikte Bell de finale van de Western conference waarin werd verloren van San Antonio Spurs. Daarna tekende hij op 26 september 2003 een contract bij de Utah Jazz waar hij twee seizoenen speelde. In zijn eerste seizoen stond hij alle wedstrijden op het parket en scoorde hij gemiddeld 11,2 punten. In zijn tweede seizoen in Utah kon hij zijn gemiddelde score nog verbeteren naar 12,3 punten. Voor het seizoen 2005/06 tekende hij bij de Phoenix Suns waar drie seizoenen en een half zou spelen. Tijdens zijn debuutseizoen in Phoenix stond hij in 79 wedstrijden aan de opgooi en was hij goed voor een gemiddelde van 14,7 punten per wedstrijd tijdens gemiddeld 37,5 speelminuten. Phoenix kon zich kwalificeren voor de finale van de western conference waarin er werd verloren van de Dallas Mavericks. In het seizoen 2006/07 scoorde Bell 205 driepunters, waarmee hij samen met Gilbert Arenas de beste driepuntschutter van dit NBA-seizoen werd. Hij werd op het einde van het seizoen ook genomineerd voor het NBA All-Defensive Team. 
Op 10 december 2008 werd hij, na een teleurstellende start in Phoenix, geruild naar de Charlotte Bobcats samen met Boris Diaw en Sean Singletary voor Jared Dudley, Jason Richardson en een draftpick. Nadat Bell ook het seizoen 2008/09 in Charlotte had gestart, werd hij in november 2009 samen met Vladimir Radmanović geruild naar de Golden State Warriors voor Stephen Jackson en Acie Law. Hij speelde maar één wedstrijd voor de Warriors en in maart 2010 werd zijn contract ontbonden. Hij tekende aan het einde van het seizoen bij Utah Jazz waar hij nog twee seizoenen speelde. In februari 2014 kondigde hij aan te stoppen als profbasketballer.

## Privéleven
Bell trouwde in 2004 met Cindy Greenman. Op 2 mei 2007 kregen hij en zijn vrouw een kind: Dia. In 2008 werd hun tweede kind geboren, Tai Brooklyn. Bells zus Tombi Bell is eveneens een voormalig professioneel basketballer.

## Erelijst
- NBA All-Defensive First Team: 2007
- NBA All-Defensive Second Team: 2008
- CBA All-Rookie Team: 2000

## Statistieken

### Regulier seizoen
| Seizoen  | Team                  | WG  | WS  | MPW  | 2P%  | 3P%   | FW%   | RPW | APW | SPW | BPW | PPW  |
| -------- | --------------------- | --- | --- | ---- | ---- | ----- | ----- | --- | --- | --- | --- | ---- |
| 2000/01  | Philadelphia 76ers    | 5   | 0   | 6,0  | 28,6 | 33,3  | 0,0   | 0,2 | 0,0 | 0,2 | 0,0 | 1,0  |
| 2001/02  | Philadelphia 76ers    | 74  | 12  | 12,0 | 42,9 | 27,3  | 75,0  | 1,5 | 1,0 | 0,3 | 0,1 | 3,4  |
| 2002/03  | Dallas Mavericks      | 75  | 32  | 15,6 | 44,1 | 41,2  | 67,6  | 1,9 | 0,8 | 0,7 | 0,1 | 3,1  |
| 2003/04  | Utah Jazz             | 82  | 4   | 24,6 | 40,9 | 37,3  | 78,6  | 2,9 | 1,3 | 0,8 | 0,2 | 11,2 |
| 2004/05  | Utah Jazz             | 63  | 32  | 28,4 | 45,4 | 40,3  | 74,7  | 3,2 | 1,4 | 0,7 | 0,1 | 12,3 |
| 2005/06  | Phoenix Suns          | 79  | 79  | 37,5 | 45,7 | 44,2  | 78,8  | 3,2 | 2,6 | 1,0 | 0,3 | 14,7 |
| 2006/07  | Phoenix Suns          | 78  | 78  | 37,4 | 43,2 | 41,3  | 77,6  | 3,2 | 2,5 | 0,6 | 0,3 | 14,7 |
| 2007/08  | Phoenix Suns          | 75  | 75  | 35,3 | 42,1 | 40,1  | 86,8  | 3,7 | 2,2 | 0,7 | 0,4 | 11,9 |
| 2008/09  | Phoenix Suns          | 22  | 22  | 32,4 | 42,9 | 46,8  | 76,2  | 2,9 | 1,3 | 0,6 | 0,1 | 9,6  |
| 2008/09  | Charlotte Bobcats     | 45  | 44  | 35,6 | 44,0 | 39,5  | 87,7  | 4,0 | 2,5 | 0,8 | 0,1 | 13,0 |
| 2009/10  | Charlotte Bobcats     | 5   | 5   | 31,4 | 43,6 | 37,5  | 100,0 | 4,2 | 2,0 | 0,8 | 0,4 | 12,0 |
| 2009/10  | Golden State Warriors | 1   | 0   | 23,0 | 66,7 | 100,0 | 0,0   | 2,0 | 3,0 | 0,0 | 0,0 | 11,0 |
| 2010/11  | Utah Jazz             | 68  | 63  | 30,8 | 40,9 | 35,2  | 89,2  | 2,6 | 1,7 | 0,8 | 0,2 | 8,0  |
| 2011/12  | Utah Jazz             | 34  | 33  | 23,4 | 46,6 | 39,1  | 84,0  | 1,4 | 1,1 | 0,4 | 0,1 | 6,4  |
| Carrière | Carrière              | 706 | 479 | 28,1 | 43,4 | 40,6  | 79,9  | 2,8 | 1,7 | 0,7 | 0,2 | 9,9  |

### Play-offs
| Seizoen  | Team               | WG | WS | MPW  | 2P%  | 3P%  | FW%  | RPW | APW | SPW | BPW | PPW  |
| -------- | ------------------ | -- | -- | ---- | ---- | ---- | ---- | --- | --- | --- | --- | ---- |
| 2000/01  | Philadelphia 76ers | 15 | 0  | 8,3  | 44,4 | 25,0 | 57,1 | 0,9 | 0,5 | 1,0 | 0,0 | 2,3  |
| 2001/02  | Philadelphia 76ers | 3  | 0  | 2,7  | 33,3 | 0,0  | 0,0  | 0,3 | 0,0 | 0,0 | 0,0 | 0,7  |
| 2002/03  | Dallas Mavericks   | 17 | 7  | 17,9 | 54,8 | 46,2 | 55,0 | 3,0 | 1,6 | 0,3 | 0,0 | 5,7  |
| 2005/06  | Phoenix Suns       | 17 | 17 | 39,6 | 47,9 | 46,5 | 82,9 | 2,8 | 2,2 | 0,6 | 0,2 | 13,6 |
| 2006/07  | Phoenix Suns       | 11 | 11 | 39,8 | 46,0 | 44,4 | 85,7 | 3,0 | 1,8 | 0,9 | 0,2 | 10,2 |
| 2007/08  | Phoenix Suns       | 5  | 5  | 43,0 | 56,8 | 65,0 | 81,3 | 5,6 | 2,2 | 0,4 | 0,2 | 13,6 |
| Carrière | Carrière           | 68 | 40 | 25,9 | 49,2 | 46,6 | 74,3 | 2,6 | 1,5 | 0,6 | 0,1 | 8,0  |